# Яаков Цур
Яаков Цур (івр. יעקב צור, при народженні — Яків Штайнберг; нар. 4 квітня 1937) — колишній ізраїльський політик, який обіймав кілька міністерських портфелів у 1980-х і 1990-х роках.

## Біографія
Цур народився в Хайфі (Підмандатна Палестина), вивчав біблію та історію в Єврейському університеті в Єрусалимі. У 1955—1957 роках він був членом кібуцу Йотвата, а в 1957 році став членом кібуцу Нетів Ха-Ламед-Хе. Він працював учителем у школах у Гіват-Бреннер і Кфар-Менахем, перш ніж обійняв посаду директора департаменту освіти Ха-Кібуца Ха-Меухад між 1972 і 1974 роками. У 1976 році він став секретарем кібуцу, до його злиття у 1979 році в Об'єднаний кібуц (з секретарем якого він був до 1981 року).
У 1981 році він був обраний до Кнесету за списком Союзу. Переобраний у 1984 році, він був призначений міністром абсорбції іммігрантів. Після виборів 1988 року він став міністром охорони здоров'я, працюючи до тих пір, поки Союз не вийшов з уряду в березні 1990 року.
Хоча він втратив своє місце на виборах 1992 року, він був призначений міністром сільського господарства в уряді Іцхака Рабіна, пропрацювавши до 1996 року.